# 35 Hudson Yards
Il 35 Hudson Yards è un grattacielo ad uso misto (residenziale e alberghiero) facente parte del complesso Hudson Yards a Manhattan. Costruito tra il 2015 e il 2019, è stato progettato dallo studio Skidmore, Owings & Merrill. Raggiunge un'altezza di 308 m, con 72 piani e contiene 217 appartamenti e 175 camere d'hotel..

## Storia
Il progetto è stato presentato al pubblico per la prima volta nell'estate del 2011. La torre fa parte del progetto di riqualificazione di Hudson Yards e si trova tra l'11th Avenue e la West 33rd Street. Il design dell'edificio è stato modificato da una forma cilindrica a una forma prismatica rettangolare nel dicembre 2013.
La costruzione di 35 Hudson Yards è iniziata nel 2015 ed è stata completata nel 2019. Una domanda di permesso di costruire è stata presentata nel gennaio 2015. Nel luglio 2016, il progetto ha ricevuto 1,2 miliardi di dollari di finanziamenti per la costruzione dall'hedge fund britannico The Children's Investment Fund Management. 35 Hudson Yards ha raggiunto il suo completamento nel giugno 2018. L'edificio è stato inaugurato il 15 marzo 2019. L'hotel è stato inaugurato a giugno.

## Architettura
L'edificio è stato progettato da David Childs dello studio di architettura Skidmore, Owings & Merrill, che ha fornito anche servizi di ingegneria strutturale. Jaros, Baum & Bolles si è occupato del progetto MEP e Langan dell'ingegneria geotecnica. Tishman Construction, una consociata interamente controllata da AECOM, è stata l'appaltatore generale.
Originariamente concepito come una torre di 270 m con arretramenti a intervalli variabili, l'edificio è stato riprogettato all'inizio di dicembre 2013 con una forma a "tubo" cilindrico. La riprogettazione ha aumentato l'altezza della torre a circa 300 m. Gli interni sono stati progettati da Ingrao con mobili in eucalipto e ripiani in quarzite.
La torre è stata progettata come edificio residenziale e come torre alberghiera. 35 Hudson Yards comprende 11 piani dedicati agli spazi alberghieri, oltre a una sky lobby, una sala da ballo e una spa. Ai piedi della torre si trova una piazza e la torre contiene anche studi medici.